# Aeroporto di Mezen'
L'aeroporto di Mezen' (ICAO: ULAE) è un aeroporto regionale situato a 4 chilometri a nord dalla città di Mezen', in Russia, nell'Oblast' di Arcangelo.

## Strategia
L'aeroporto di Mezen' nel 2008 ha effettuato i lavori di ammodernamento della pista con il sistema PAPI nuovo finanziato dal Governo locale che permetterebbe l'apertura dell'aeroporto 24 ore al giorno.

## Dati tecnici
L'aeroporto di Mezen' è attualmente dotato di una pista attiva di 1,450 m х 33 m che permette il decollo/atterraggio degli aerei con il peso massimo di 25 tonnellate.
Gli aerei che possono operare nell'aeroporto sono: Antonov An-2, Antonov An-24, Antonov An-26, Antonov An-30, Yakovlev Yak-40, Let L-410. L'Aeroporto di Mezen' permette l'atterraggio/decollo degli aerei sulla richiesta 24 ore al giorno.